# Halictophagidae
Halictophagidae – rodzina wachlarzoskrzydłych.
Rodzaje:
- Halictophagus Curtis, 1831
- Membracixenos Pierce, 1952
- Stenocranophilus Pierce, 1914
- Blattodeaphagus
- Dipterophagus
- Coriophagus